# Alice Friedmann
Alice Friedmann (auch Alice R. Friedman; geboren 17. März 1897 in Wien, Österreich-Ungarn; gestorben Juni 1980 in New York City) war eine österreichisch-amerikanische Psychologin und Vertreterin der  Individualpsychologie.

## Leben
Alice Friedmann studierte Psychologie an der Universität Wien, wo sie auch promovierte.
Sie bildete sich in Individualpsychologie weiter. In der Zwischenkriegszeit war sie als Individualpsychologin tätig, wobei sie sich vor allem mit praktischen Erziehungsfragen beschäftigte. Sie wurde Mitglied des Vereins für Individualpsychologie von Alfred Adler und war vor allem in der Arbeitsgemeinschaft der Lehrer und Erzieher aktiv. Sie leitete zusammen mit Stephanie Horovitz ein individualpsychologisches Kinderheim für „schwer erziehbare und nervöse“ Kinder in der Linken Wienzeile 36/10 in Wien. Sie half bei der Verbreitung der Individualpsychologie, in dem sie für die Volksbildung Vorträge hielt und Kurse leitete sowie Ende der 1920er Jahre als Obfrau für das Erziehungswesen amtete. Im Wintersemester 1924/25 leitete sie im Leopoldstädter Volksheim ein Individualpsychologisches Seminar für Massenpsychologie.
1938 musste sie nach New York emigrieren, wo sie als Chefpsychologin im Lebanon Hospital arbeitete. Daneben führte sie eine eigene Praxis. Sie starb im hohen Alter.

## Werk
Alice Friedmann beschäftigte sich insbesondere mit Fragen der individualpsychologischen Heilpädagogik und schrieb regelmäßig Artikel über ihre heilpädagogische Praxis. Sie gehörte zusammen mit Alexandra Adler, Helene Bader, Paul Brodsky, Rudolf Dreikurs, Lola Dubsky, Stefanie Horovitz, Arthur und Martha Holub, Olga Knopf, Hilde Krampflitschek, Sofie Lazarsfeld, Ida Löwy, Alexander Müller, Alexander Neuer, Karl Nowotny, Elly Rothwein, Regine Seidler, Lydia Sicher, Erwin Wexberg, Ilka Wilheim und Arthur Zanker zu den Beratern der Adlerschen Erziehungsberatungsstellen in Wien von 1920 bis zur Auflösung im Jahre 1934 durch die Dollfuß-Regierung. Diese Beratungsstellen entsprachen der Adlerschen Theorie und Lebensauffassung als Ausbildungsstätte für Berater und die Entwicklung und Erforschung eines neuen Gebietes der Gruppenheilpädagogik. Die Berater bewiesen ihr Gemeinschaftsgefühl, indem sie ihre Arbeit unentgeltlich leisteten.
Das von Friedmann und Stefanie Horovitz geleitete Kinderheim Heim stand ebenfalls in dieser Tradition. Es war sehr aktiv und veranstaltete Erziehungsberatung, Fortbildungen und unterhielt Ferienheime für Sommeraufenthalte. Friedmann und Horovitz hatten großen Einfluss auf die
theoretische Diskussion in der Individualpsychologie. So war Friedmann Vortragende auf dem großen, von Arthur Kronfeld organisierten und geleiteten V. Internationalen Kongress für Individualpsychologie in Berlin vom 26.–28. September 1930.

## Schriften (Auswahl)
- “Das seelisch Abnorme und die Gemeinschaft. Kleine Schriften zur Seelenforschung” Rezension des Buchs von Kronfeld durch Alice Friedmann in der “Internationalen Zeitschrift für Individualpsychologie”. 1924
- Individualpsychologische Heilpädagogik in Handbuch der Individualpsychologie von Erwin Wexberg 1926
- The Family and Educational Guidance in Guiding the Child, Adler and Associates, Greenberg Publisher, New York 1930
- Beitrag von Alice Friedmann in Festschrift zu Alfred Adlers 60. Geburtstag (1930), Verlag Hirzel, Leipzig 1930
- Artikel von Alice Friedmann im International Journal of Individual Psychology:

- First Recollections of Schoo 1935, Life-Styles Observed in a Foster Home for Individual Psychological Re-Education 1936, - If Your Child is a Fussy Eater 1937
- Artikel von Alice Friedmann im Individual Psychology Bulletin:

- Some Perspectives on Individual Psychology in Our Times 1947, Early Childhood Memories of Mental Patients, a Preliminary Report 1950, - Observations in a Play Group of Young Children  1951*Artikel von Alice Friedmann in Individual Psychology:
- Early Childhood Memories of Mental Patients,  Essays 1959, - Behavior Training in a Case of Enuresis  1968
- Alice R. Friedman, Education As Part of a Group Therapy Program, Mental Hospital 1962
- Beiträge von Alice Friedmann in Psychologische Menschenkenntnis, Zürich:

1964/65: Schweig Erzieher – tadle nicht!, Wie macht man Mut?, Das mutlose Kind vor dem Aufstehen, Das verwöhnte Kind beim Schlafengehen, Andere Leute Kinder
1966/67: Erziehungsmerkblätter: Warum glauben Sie, dass Ihr Kind sich bessert, wenn Sie es schlagen?
1973: Das mutlose Kind vor dem Aufstehen